# Waterloo, Iowa
Waterloo, Iowa là một thành phố thủ phủ của quận Black Hawk trong bang Iowa, Hoa Kỳ. Thành phố có tổng diện tích km², trong đó diện tích đất là km². Theo điều tra dân số Hoa Kỳ năm 2010, thành phố có dân số 68.406 người. Waterloo là một phần của khu vực thống kê đô thị Waterloo-Cedar Falls.
Waterloo là ban đầu được biết đến như Prairie Rapids Crossing. Thị trấn được thành lập, theo các nhà nghiên cứu ban đầu theo báo cáo của nhân viên của Bảo tàng Grout ở Waterloo, gần hai trại theo mùa của bộ lạc Mỹ Meskwaki dọc theo sông Cedar. Nó lần đầu tiên có dân định cư vào năm 1845 khi George và Mary Melrose Hanna và con cái của họ đến ở bờ Đông của sông RedCedar (bây giờ chỉ được gọi là sông Cedar). Nhóm người tiếp theo đến đây là Virden và gia đình Mullan năm 1846. Bằng chứng của các gia đình sớm nhất vẫn có thể được tìm thấy trong Hanna Blvd tên đường phố, Mullan Avenue và Virden Creek.
Ngày 08 tháng 12 năm 1845, Iowa State Register và Waterloo Herald là tờ báo đầu tiên được công bố ở Waterloo.
Tên gọi "Waterloo" thay thế các tên ban đầu ", Prairie Rapids Crossing" ngay sau khi Charles Mullan yêu cầu mở một bưu điện trong thành phố. Kể từ khi bản kiến nghị ký kết không bao gồm tên của vị trí văn phòng đề xuất bài viết, Mullan được giao nhiệm vụ chọn tên khi ông đã gửi đơn yêu cầu. Truyền thống kể rằng khi ông lật qua một danh sách các bưu cục khác ở Hoa Kỳ, ông đến khi tên "Waterloo. Tên gọi này đã làm ông ưa thích, và vào ngày 29 tháng 12 năm 1851, một bưu điện được thành lập dưới tên đó. Thị trấn sau này gọi bằng tên như thế, và Mullan vẫn là bưu điện đầu tiên từ ngày 29 tháng 12 năm 1851 cho đến ngày 11 tháng 8 năm 1854.